# Campionati europei di ciclismo su pista Juniores e Under-23 2018
I Campionati europei di ciclismo su pista Juniores e Under-23 2018 sono stati disputati ad Aigle, in Svizzera, tra il 21 e il 26 agosto 2018.

## Medagliere
| Pos.   | Nazione       | Oro | Argento | Bronzo | Totale |
| ------ | ------------- | --- | ------- | ------ | ------ |
| 1      | Italia        | 13  | 5       | 3      | 21     |
| 2      | Russia        | 9   | 6       | 7      | 22     |
| 3      | Belgio        | 6   | 4       | 3      | 13     |
| 4      | Francia       | 4   | 5       | 2      | 11     |
| 5      | Gran Bretagna | 5   | 3       | 3      | 11     |
| 6      | Polonia       | 2   | 2       | 9      | 13     |
| 7      | Paesi Bassi   | 2   | 1       | 2      | 5      |
| 8      | Germania      | 1   | 6       | 5      | 12     |
| 9      | Irlanda       | 1   | 1       | 0      | 2      |
| 10     | Rep. Ceca     | 1   | 0       | 4      | 5      |
| 11     | Armenia       | 1   | 0       | 0      | 1      |
| 12     | Lituania      | 0   | 4       | 0      | 4      |
| 13     | Svizzera      | 0   | 2       | 2      | 3      |
| 13     | Bielorussia   | 0   | 2       | 2      | 4      |
| 15     | Grecia        | 0   | 2       | 1      | 3      |
| 16     | Ucraina       | 0   | 1       | 0      | 1      |
| 17     | Portogallo    | 0   | 0       | 1      | 1      |
| Totale | Totale        | 44  | 44      | 44     | 132    |

## Risultati

### Under-23
| Eventi                   | Oro                                                                                     | Tempo    | Argento                                                                               | Tempo    | Bronzo                                                                      | Tempo    |
| Uomini                   |                                                                                         |          |                                                                                       |          |                                                                             |          |
| Chilometro               | Aleksandr Vasiukhno Russia                                                              | 1'01"093 | Marc Jurczyk Germania                                                                 | 1'01"175 | Ayrton de Pauw Belgio                                                       | 1'01"909 |
| Keirin                   | Rayan Helal Francia                                                                     |          | Marc Jurczyk Germania                                                                 |          | Martin Čechman Rep. Ceca                                                    |          |
| Velocità                 | Rayan Helal Francia                                                                     |          | Melvin Landerneau Francia                                                             |          | Martin Čechman Rep. Ceca                                                    |          |
| Velocità a squadre       | Francia Melvin Landerneau Rayan Helal Florian Grengbo                                   | 35"746   | Russia Sergey Tabolin Evgenii Bobrakov Aleksandr Vasiukhno                            | 36"213   | Germania Marc Jurczyk Nik Schröter Carl Hinze                               | 36"298   |
| Inseguimento individuale | Felix Groß Germania                                                                     | 4'16"622 | Ivan Smirnov Russia                                                                   | 4'17"080 | Stefan Bissegger Svizzera                                                   | 4'16"522 |
| Inseguimento a squadre   | Gran Bretagna Matthew Bostock Joe Holt Matthew Walls Fred Wright Rhys Britton           | 3'57"336 | Svizzera Valère Thiébaud Lukas Rüegg Stefan Bissegger Robin Froidevaux Nico Selenati  | -        | Russia Ivan Smirnov Dmitrij Muchomed'jarov Lev Gonov Gleb Syrica            | -        |
| Americana                | Gran Bretagna Matthew Walls Ethan Hayter                                                | 121 pt   | Belgio Bryan Boussaer Jules Hesters                                                   | 51 pt    | Svizzera Nico Selenati Lukas Rüegg                                          | 38 pt    |
| Corsa a punti            | Edgar Stepanyan Armenia                                                                 | 98 pt    | Matteo Donegà Italia                                                                  | 92 pt    | Bryan Boussaer Belgio                                                       | 89 pt    |
| Scratch                  | Matthew Walls Gran Bretagna                                                             |          | Nico Selenati Svizzera                                                                |          | Marten Kooistra Paesi Bassi                                                 |          |
| Omnium                   | Ethan Hayter Gran Bretagna                                                              | 175 pt   | Moritz Malcharek Germania                                                             | 124 pt   | Sergej Rostovcev Russia                                                     | 102 pt   |
| Corsa a eliminazione     | Jules Hesters Belgio                                                                    |          | Aleksandr Smirnov Russia                                                              |          | Jaŭhen Karalëk Bielorussia                                                  |          |
| Donne                    |                                                                                         |          |                                                                                       |          |                                                                             |          |
| 500 metri                | Miriam Vece Italia                                                                      | 34"073   | Miglė Marozaitė Lituania                                                              | 34"290   | Millicent Tanner Gran Bretagna                                              | 35"119   |
| Keirin                   | Nicky Degrendele Belgio                                                                 |          | Steffie van der Peet Paesi Bassi                                                      |          | Aleksandra Tołomanow Polonia                                                |          |
| Velocità                 | Miriam Vece Italia                                                                      |          | Miglė Marozaitė Lituania                                                              |          | Nicky Degrendele Belgio                                                     |          |
| Velocità a squadre       | Polonia Julita Jagodzinska Marlena Karwacka                                             | 27"894   | Italia Miriam Vece Martina Fidanza Gloria Manzoni                                     | 28"789   | Gran Bretagna Millicent Tanner Georgia Hilleard                             | -        |
| Inseguimento individuale | Marta Cavalli Italia                                                                    | 3'32"303 | Martina Alzini Italia                                                                 | 3'39"993 | Natalia Studenikina Russia                                                  | 3'34"466 |
| Inseguimento a squadre   | Italia Martina Alzini Elisa Balsamo Marta Cavalli Letizia Paternoster Vittoria Guazzini | -        | Gran Bretagna Megan Barker Rebecca Raybould Jessica Roberts Jenny Holl Abigail Dentus | OVL      | Germania Laura Süßemilch Michaela Ebert Franziska Brauße Lea Lin Teutenberg | 4'32"429 |
| Corsa a punti            | Diana Klimova Russia                                                                    | 79 pt    | Aksana Salauyeva Bielorussia                                                          | 75 pt    | Valentine Fortin Francia                                                    | 75 pt    |
| Scratch                  | Kirstie van Haaften Paesi Bassi                                                         |          | Rebecca Raybould Gran Bretagna                                                        |          | Maria Martins Portogallo                                                    |          |
| Americana                | Russia Marija Novolodskaja Diana Klimova                                                | 85 pt    | Gran Bretagna Megan Barker Jessica Roberts                                            | 38 pt    | Italia Letizia Paternoster Elisa Balsamo                                    | 34 pt    |
| Omnium                   | Letizia Paternoster Italia                                                              | 136 pt   | Franziska Brauße Germania                                                             | 132 pt   | Megan Barker Gran Bretagna                                                  | 129 pt   |
| Corsa a eliminazione     | Letizia Paternoster Italia                                                              |          | Clara Copponi Francia                                                                 |          | Mylene de Zoete Paesi Bassi                                                 |          |

### Juniores
| Eventi                   | Oro                                                                                  | Tempo    | Argento                                                                             | Tempo    | Bronzo                                                                            | Tempo    |
| Uomini                   |                                                                                      |          |                                                                                     |          |                                                                                   |          |
| Chilometro               | Jakub Šťastný Rep. Ceca                                                              | 1'02"837 | Titouan Renvoise Francia                                                            | 1'02"954 | Filip Prokopyszyn Polonia                                                         | 1'03"597 |
| Keirin                   | Florian Grengbo Francia                                                              |          | Cezary Łączkowski Polonia                                                           |          | Jakub Šťastný Rep. Ceca                                                           |          |
| Velocità                 | Ivan Gladyshev Russia                                                                |          | Florian Grengbo Francia                                                             |          | Jakub Šťastný Rep. Ceca                                                           |          |
| Velocità a squadre       | Russia Danila Burlakow Daniil Komkow Ivan Gladyshev Mikhail Smagin                   | 36"557   | Francia Jordy Allan Ticot Titouan Renvoise Vincent Yon                              | 37"334   | Polonia Cezary Łączkowski Oskar Filipczak Mateusz Sztrauch Bartosz Kucharski      | 37"122   |
| Inseguimento individuale | Samuele Manfredi Italia                                                              | 3'15"944 | Panagiotis Karatsivis Grecia                                                        | 3'17"152 | Nikita Bersenev Russia                                                            | 3'16"990 |
| Inseguimento a squadre   | Polonia Kacper Walkowiak Damian Papierski Wiktor Richter Michał Gałka                | 4'03"656 | Italia Samuele Manfredi Alessio Bonelli Davide Boscaro Tommaso Nencini Diego Bosini | 4'04"668 | Germania Max Gehrmann Calvin Dik Jannis Peter Tobias Buck-Gramcko                 | 4'07"401 |
| Americana                | Belgio Nicolas Wernimont Fabio van den Bossche                                       | 43 pt    | Germania Calvin Dik Nils Weispfennig                                                | 34 pt    | Polonia Damian Papierski Filip Prokopyszyn                                        | 25 pt    |
| Corsa a punti            | Yanne Dorenbos Belgio                                                                | 65 pt    | Panagiotis Karatsivis Grecia                                                        | 51 pt    | Dzianis Mazur Bielorussia                                                         | 47 pt    |
| Scratch                  | Arthur Senrame Belgio                                                                |          | Filip Prokopyszyn Polonia                                                           |          | Panagiotis Karatsivis Grecia                                                      |          |
| Omnium                   | Fabio Van den Bossche Belgio                                                         | 132 pt   | Calvin Dik Germania                                                                 | 129 pt   | Tommaso Nencini Italia                                                            | 125 pt   |
| Corsa a eliminazione     | Milan Fretin Belgio                                                                  |          | Dzianis Mazur Bielorussia                                                           |          | Louis Brulé Francia                                                               |          |
| Donne                    |                                                                                      |          |                                                                                     |          |                                                                                   |          |
| 500 metri                | Jana Tyščenko Russia                                                                 | 34"632   | Viktorija Šumskytė Lituania                                                         | 35"106   | Ksenija Andreeva Russia                                                           | 35"457   |
| Keirin                   | Jana Tyščenko Russia                                                                 |          | Giada Capobianchi Lituania                                                          |          | Anna Doždeva Russia                                                               |          |
| Velocità                 | Jana Tyščenko Russia                                                                 |          | Ksenija Andreeva Russia                                                             |          | Nikola Sibiak Polonia                                                             |          |
| Velocità a squadre       | Russia Ksenija Andreeva Jana Tyščenko Anna Doždeva                                   | 28"418   | Lituania Viktorija Šumskytė Arūnė Savičiūtė                                         | 28"498   | Polonia Paulina Petri Nikola Sibiak                                               | -        |
| Inseguimento individuale | Vittoria Guazzini Italia                                                             | 2'21"197 | Lara Gillespie Irlanda                                                              | 2'21"846 | Sofia Collinelli Italia                                                           | 2'24"013 |
| Inseguimento a squadre   | Italia Silvia Zanardi Gloria Scarsi Giorgia Catarzi Sofia Collinelli Camilla Alessio | 4'30"397 | Russia Karinė Minasjan Dar'ja Malkova Marija Miljaeva Ajgul' Gareeva                | 4'33"208 | Germania Ricarda Bauernfeind Lena Charlotte Reißner Friederike Stern Finja Smekal | 4'40"329 |
| Corsa a punti            | Lara Gillespie Irlanda                                                               | 30 pt    | Ol'ha Kulynyč Ucraina                                                               | 25 pt    | Marta Jaskulska Polonia                                                           | 24 pt    |
| Scratch                  | Gloria Scarsi Italia                                                                 |          | Shari Bossuyt Belgio                                                                |          | Anastasija Lukašenko Russia                                                       |          |
| Americana                | Italia Gloria Scarsi Vittoria Guazzini                                               | 47 pt    | Russia Dar'ja Malkova Marija Miljaeva                                               | 29 pt    | Germania Katharina Hechler Ricarda Bauernfeind                                    | 22 pt    |
| Omnium                   | Vittoria Guazzini Italia                                                             | 138 pt   | Shari Bossuyt Belgio                                                                | 127 pt   | Marta Jaskulska Polonia                                                           | 122 pt   |
| Corsa a eliminazione     | Gloria Scarsi Italia                                                                 |          | Shari Bossuyt Belgio                                                                |          | Marta Jaskulska Polonia                                                           |          |

Gli atleti in corsivo hanno gareggiato solo nelle fasi precedenti alla finale.